# Пильгуй, Владимир Михайлович
Владимир Михайлович Пильгуй (26 января 1948, Днепропетровск, Украинская ССР, СССР) — советский футболист, вратарь. Игрок сборной СССР. Мастер спорта СССР (1969), мастер спорта СССР международного класса (16.08.1972).

## Карьера
Воспитанник детской команды днепропетровского клуба «Строитель» (с 1958), затем групп подготовки днепропетровской команды «Днепр» (с 1961). Первые тренеры — В. Ф. Каменский и М. Коломиец.
Выступал за «Днепр» Днепропетровск (1965—1969), «Динамо» Москва (1970—1981), «Кубань» Краснодар (1982—1984).
27 мая 1971 года на Центральном стадионе имени В. И. Ленина в Москве, в присутствии 103 тысяч зрителей, состоялся прощальный матч Льва Яшина. В этом матче сборная клубов всесоюзного спортобщества «Динамо» (в матче участвовали мастера из Москвы, Киева и Тбилиси) играла против сборной «звёзд» мира, за которую играли Эйсебио, Бобби Чарльтон, Герд Мюллер и многие другие. Покидая поле по ходу матча, Яшин передал своё место в воротах «бело-голубых» 23-летнему вратарю Владимиру Пильгую, символично назначив его своим преемником в «Динамо». Матч закончился со счётом 2:2, а Пильгуй был основным вратарём «Динамо» следующие 11 лет.

## Достижения
Динамо
- Серебряный призёр чемпионата СССР: 1970.
- Бронзовый призёр чемпионата СССР: 1973, 1975
- Обладатель Кубка СССР (2): 1970, 1977
- Финалист Кубка обладателей кубков: 1971/72

Сборная СССР
- Серебряный призёр чемпионата Европы 1972
- Бронзовый призёр Олимпийских игр (2): 1972, 1980
- Чемпион Спартакиады народов СССР 1979 года в составе сборной Москвы.

### Личные
- Лучший вратарь СССР (приз журнала «Огонёк»): 1973
- В списках 33 лучших футболистов сезона в СССР (5): № 1 — 1973; № 2 — 1972, 1977; № 3 — 1971, 1974.
- Третий футболист СССР приз еженедельника «Футбол-Хоккей»: 1973.
- Входит в символический «Клуб Льва Яшина» (вратари, сыгравшие «на ноль» более 100 официальных матчей).

## Послеигровая карьера
- 1987—1989 — Президент команды «Клуб ветеранов спорта СССР» (сборной ветеранов по футболу).
- 1989—1990 — Президент клуба «Динамо» Москва.
- 1992 — Генеральный директор Профессиональной футбольной лиги.
- 1996—1997 — Генеральный директор клуба «Торпедо-Лужники» Москва.
- 2003—2005 — Тренер вратарей молодёжной и юношеских сборных России.
- 2007—2008 — Спортивный директор клуба Сатурн (Раменское), возглавлял селекционную службу.
- 2010—2012 — Тренер вратарей футбольного клуба «Торпедо» Москва.
- 2012 — Советник директора Футбольной академии «Динамо» им. Л. И. Яшина.